# La Bastide-d'Engras
Pour les articles homonymes, voir Bastide.
La Bastide-d'Engras est une commune française située dans le nord-est du département du Gard, en région Occitanie.
Exposée à un climat méditerranéen, elle est drainée par la Tave, la Veyre, le ruisseau de la Brives. La commune possède un patrimoine naturel remarquable : un site Natura 2000 (« le Valat de Solan ») et deux zones naturelles d'intérêt écologique, faunistique et floristique.
La Bastide-d'Engras est une commune rurale qui compte 204 habitants en 2022, après avoir connu un pic de population de 451 habitants en 1846. Ses habitants sont appelés les Bastidains ou  Bastidaines.

## Géographie
| Saint-Laurent-la-Vernède | Saint-Laurent-la-Vernède | Cavillargues  |
| Saint-Laurent-la-Vernède | La Bastide-d'Engras      | Pougnadoresse |
| Saint-Quentin-la-Poterie |                          | Vallabrix     |

### Localisation
Commune située au sein de la communauté de communes Pays d'Uzès et proche de Saint-Laurent-la-Vernède et Pougnadoresse.

### Hydrographie et relief
Cours d'eau sur la commune ou à son aval :
- rivière la Tave,
- ruisseau de la Brives.

### Climat
Pour des articles plus généraux, voir Climat de l'Occitanie et Climat du Gard.
En 2010, le climat de la commune est de type climat méditerranéen franc, selon une étude s'appuyant sur une série de données couvrant la période 1971-2000. En 2020, Météo-France publie une typologie des climats de la France métropolitaine dans laquelle la commune est exposée à un climat méditerranéen et est dans la région climatique Provence, Languedoc-Roussillon, caractérisée par une pluviométrie faible en été, un très bon ensoleillement (2 600 h/an), un été chaud (21,5 °C), un air très sec en été, sec en toutes saisons, des vents forts (fréquence de 40 à 50 % de vents > 5 m/s) et peu de brouillards.
Pour la période 1971-2000, la température annuelle moyenne est de 13,9 °C, avec une amplitude thermique annuelle de 17,2 °C. Le cumul annuel moyen de précipitations est de 829 mm, avec 5,9 jours de précipitations en janvier et 3,3 jours en juillet. Pour la période 1991-2020, la température moyenne annuelle observée sur la station météorologique la plus proche, située sur la commune de Cavillargues à 4 km à vol d'oiseau, est de 14,1 °C et le cumul annuel moyen de précipitations est de 845,8 mm,. Pour l'avenir, les paramètres climatiques de la commune estimés pour 2050 selon différents scénarios d'émission de gaz à effet de serre sont consultables sur un site dédié publié par Météo-France en novembre 2022.

### Voies de communications et transports
La commune est traversée par la route départementale 211.
La gare ferroviaire la plus proche est celle de Bagnols-sur-Cèze, et les aéroports les plus proches sont Nîmes-Garons et l'aérodrome de Nîmes-Courbessac.

### Milieux naturels et biodiversité

#### Réseau Natura 2000

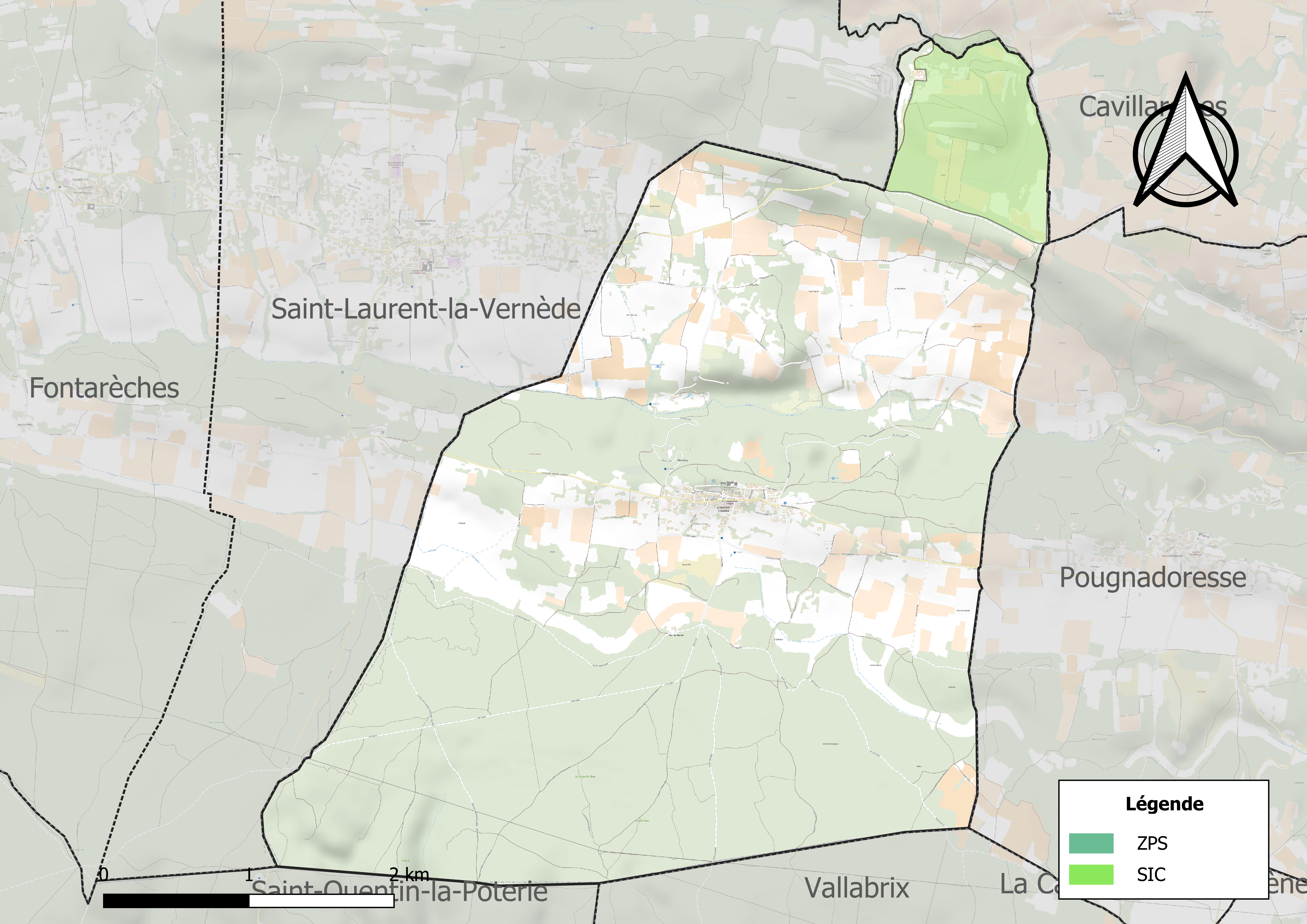
Site Natura 2000 sur le territoire communal.

Le réseau Natura 2000 est un réseau écologique européen de sites naturels d'intérêt écologique élaboré à partir des directives habitats et oiseaux, constitué de zones spéciales de conservation (ZSC) et de zones de protection spéciale (ZPS).
Un site Natura 2000 a été défini sur la commune au titre de la directive habitats : « le Valat de Solan », d'une superficie de 58 ha, présentant une intéressante diversité d'habitats naturels sur une superficie réduite.

#### Zones naturelles d'intérêt écologique, faunistique et floristique
L’inventaire des zones naturelles d'intérêt écologique, faunistique et floristique (ZNIEFF) a pour objectif de réaliser une couverture des zones les plus intéressantes sur le plan écologique, essentiellement dans la perspective d’améliorer la connaissance du patrimoine naturel national et de fournir aux différents décideurs un outil d’aide à la prise en compte de l’environnement dans l’aménagement du territoire.
Une ZNIEFF de type 1 est recensée sur la commune :
le « domaine de Solan » (58 ha), couvrant 2 communes du département et une ZNIEFF de type 2, : 
le « plateau de Lussan et Massifs Boisés » (37 159 ha), couvrant 40 communes du département.

Carte des ZNIEFF de type 1 et 2 à La Bastide-d'Engras.
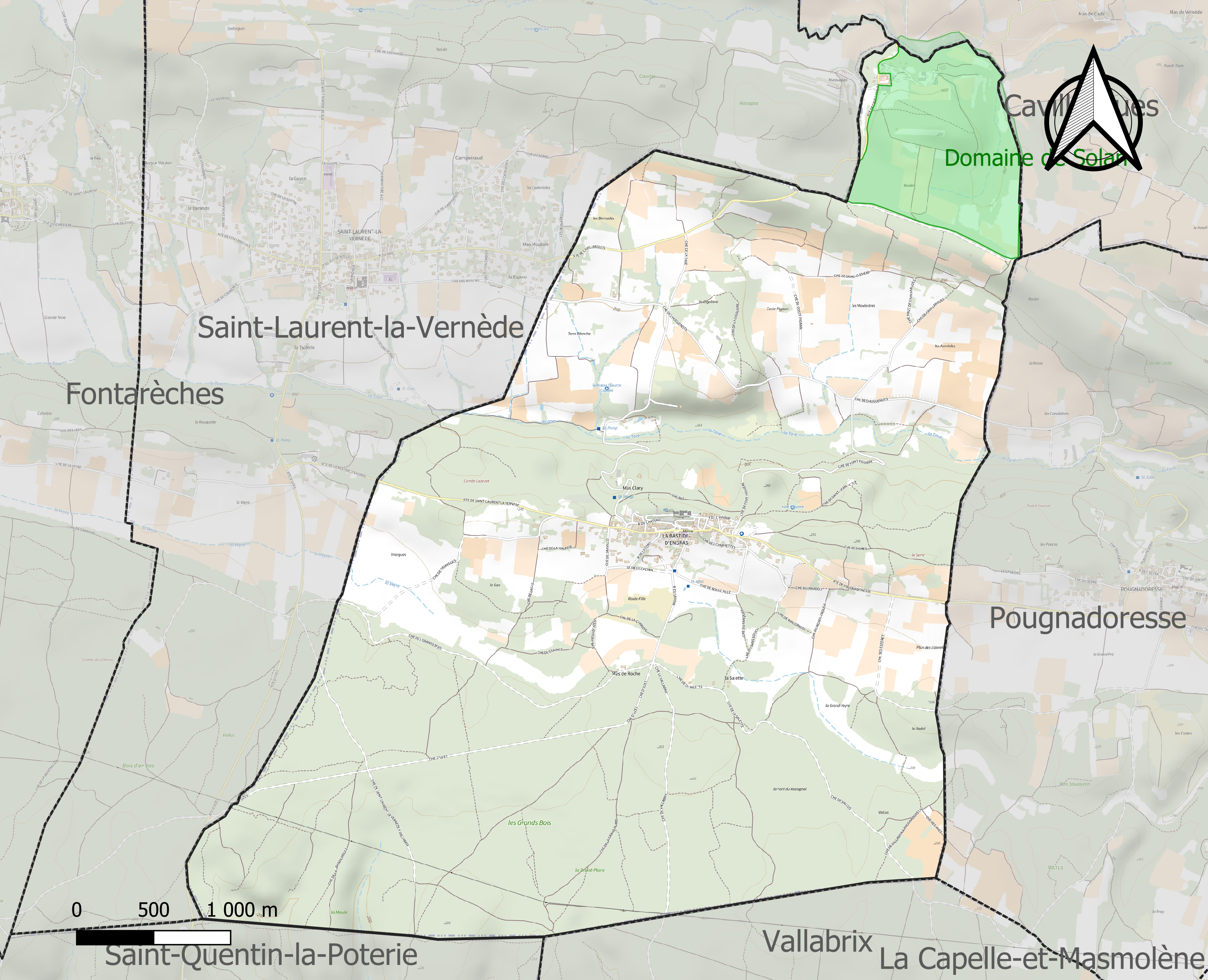
Carte de la ZNIEFF de type 1 sur la commune.
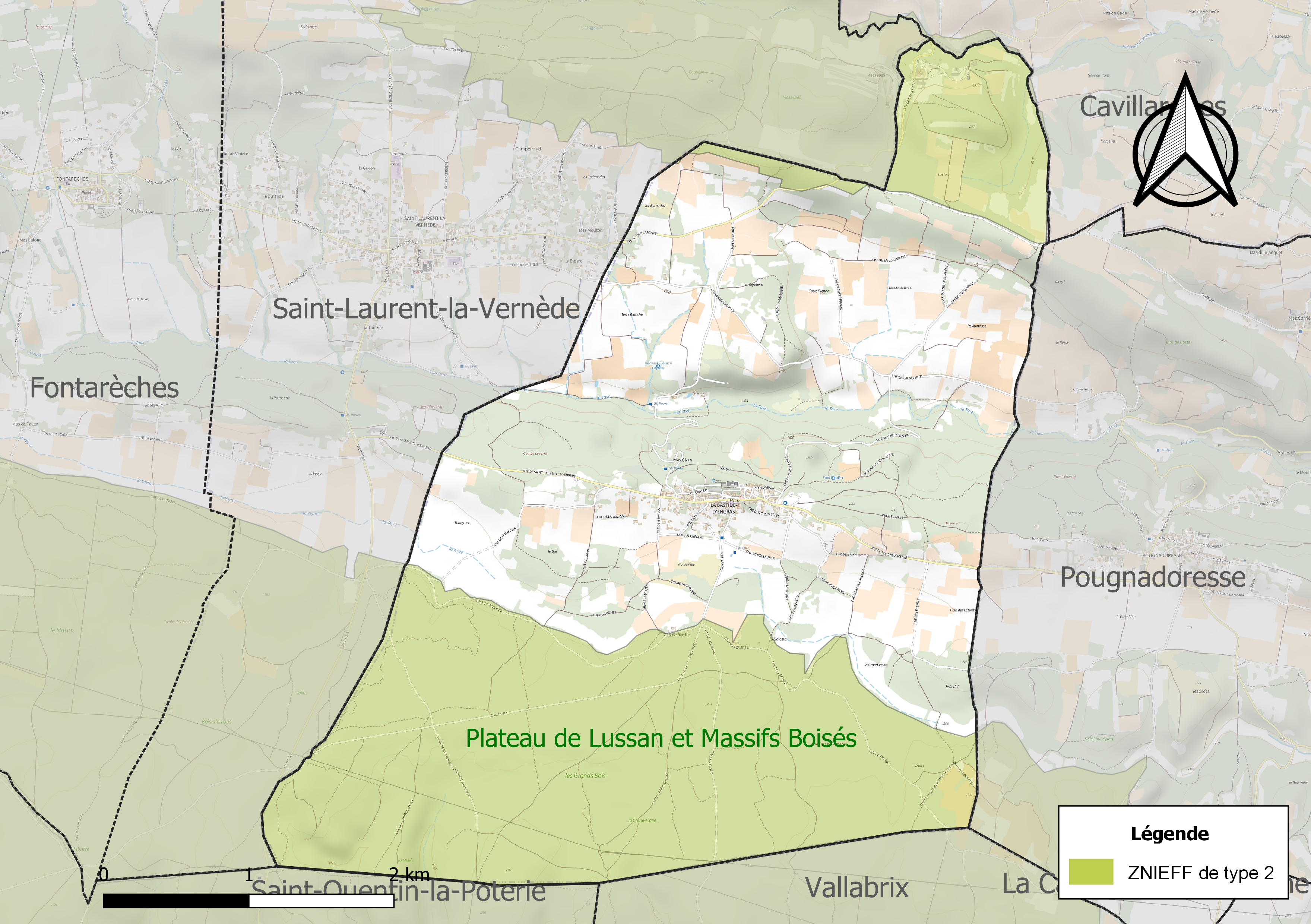
Carte de la ZNIEFF de type 2 sur la commune.

## Urbanisme

### Typologie
Au 1er janvier 2024, La Bastide-d'Engras est catégorisée commune rurale à habitat dispersé, selon la nouvelle grille communale de densité à sept niveaux définie par l'Insee en 2022.
Elle est située hors unité urbaine et hors attraction des villes,.

### Occupation des sols
L'occupation des sols de la commune, telle qu'elle ressort de la base de données européenne d’occupation biophysique des sols Corine Land Cover (CLC), est marquée par l'importance des forêts et milieux semi-naturels (62,6 % en 2018), en augmentation par rapport à 1990 (61,8 %). La répartition détaillée en 2018 est la suivante : 
forêts (56,3 %), cultures permanentes (25 %), milieux à végétation arbustive et/ou herbacée (6,2 %), zones agricoles hétérogènes (5,3 %), zones urbanisées (3,7 %), terres arables (3,3 %). L'évolution de l’occupation des sols de la commune et de ses infrastructures peut être observée sur les différentes représentations cartographiques du territoire : la carte de Cassini (XVIIIe siècle), la carte d'état-major (1820-1866) et les cartes ou photos aériennes de l'IGN pour la période actuelle (1950 à aujourd'hui).

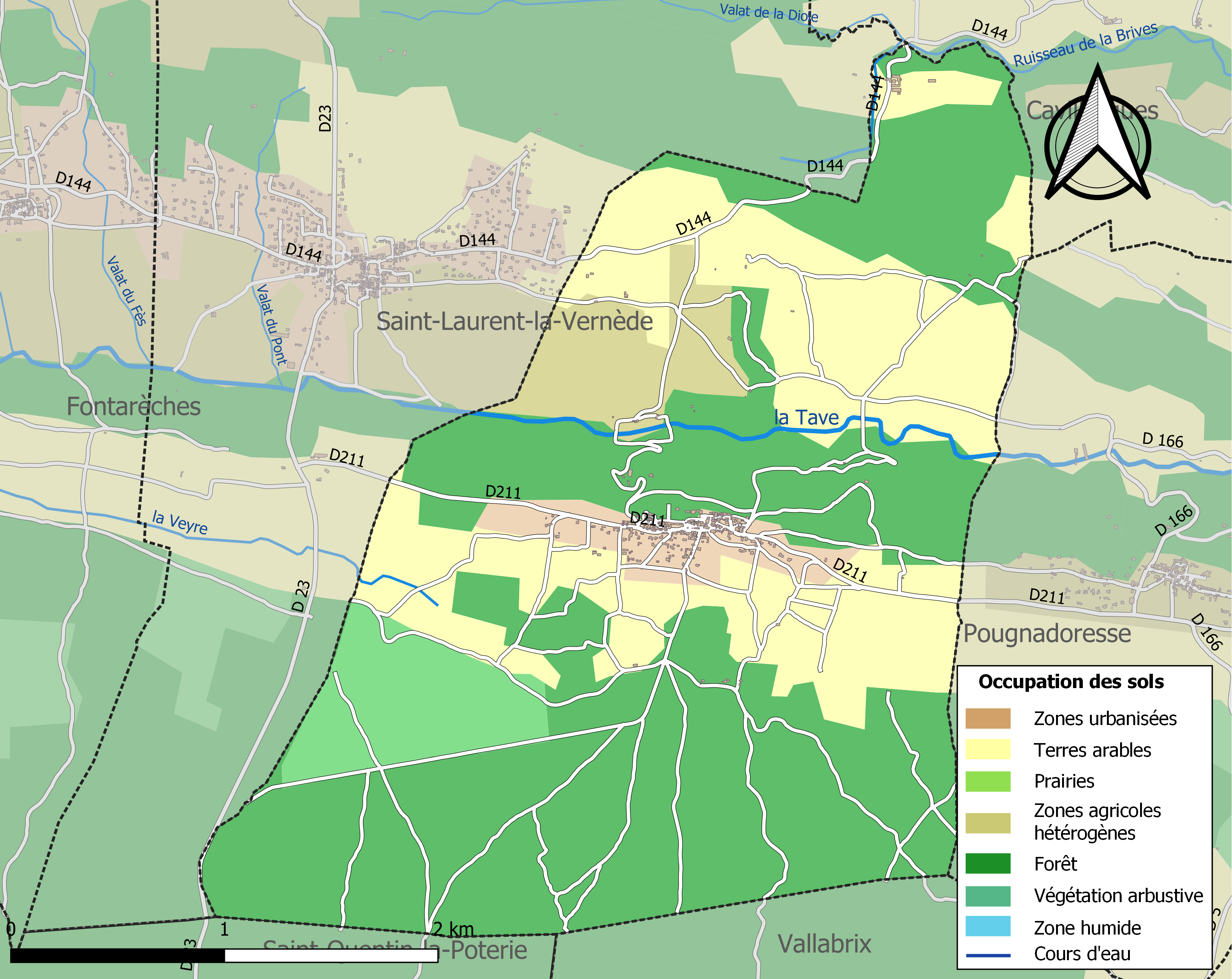
Carte des infrastructures et de l'occupation des sols de la commune en 2018 (CLC).

### Risques majeurs
Le territoire de la commune de La Bastide-d'Engras est vulnérable à différents aléas naturels : météorologiques (tempête, orage, neige, grand froid, canicule ou sécheresse), inondations, feux de forêts, mouvements de terrains et séisme (sismicité modérée). Il est également exposé à un risque particulier : le risque de radon. Un site publié par le BRGM permet d'évaluer simplement et rapidement les risques d'un bien localisé soit par son adresse soit par le numéro de sa parcelle.

#### Risques naturels
Certaines parties du territoire communal sont susceptibles d’être affectées par le risque d’inondation par débordement de cours d'eau et par une crue torrentielle ou à montée rapide de cours d'eau, notamment la Tave. La commune a été reconnue en état de catastrophe naturelle au titre des dommages causés par les inondations et coulées de boue survenues en 1982, 1983, 1998 et 2002,.

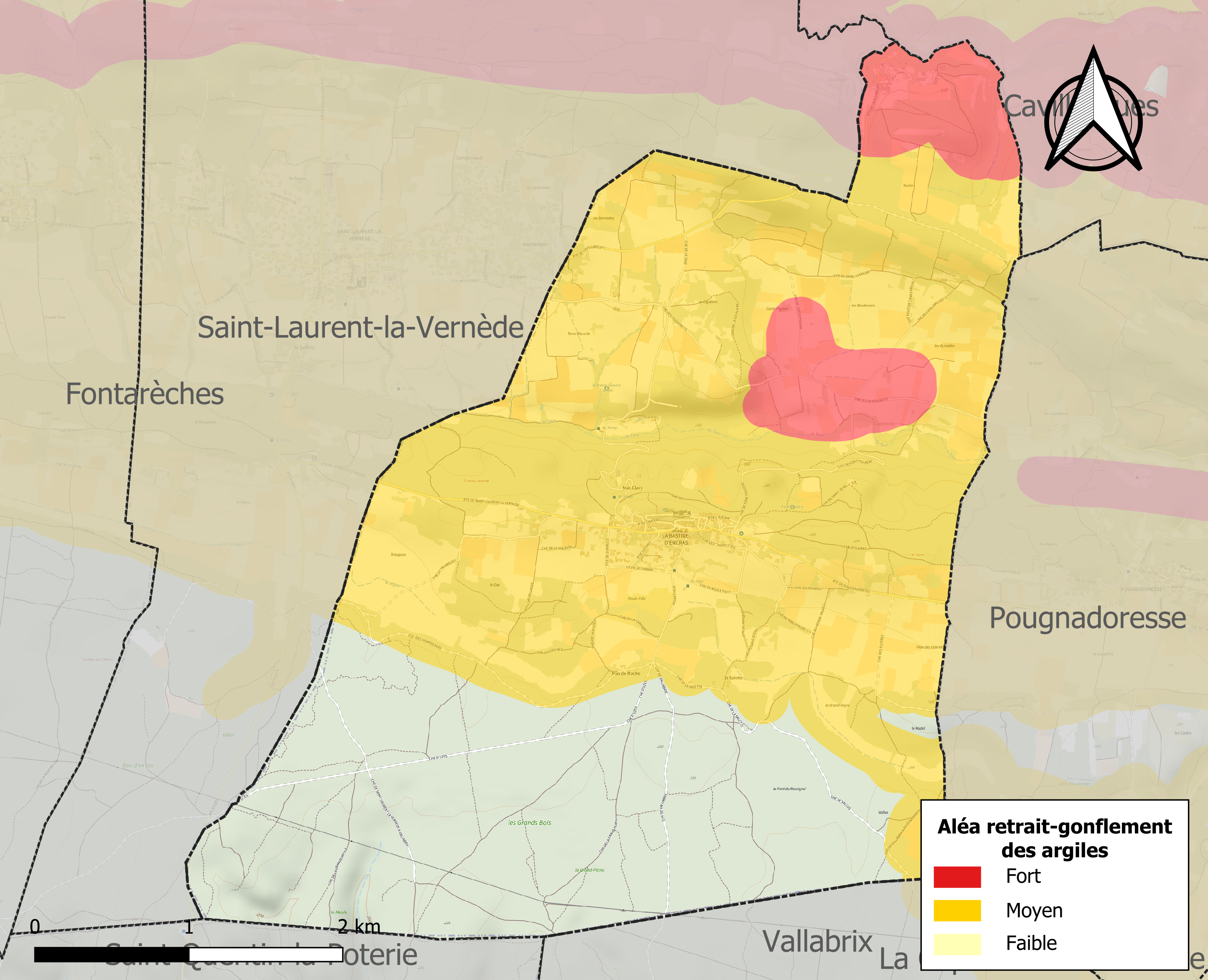
Carte des zones d'aléa retrait-gonflement des sols argileux de La Bastide-d'Engras.

La commune est vulnérable au risque de mouvements de terrains constitué principalement du retrait-gonflement des sols argileux. Cet aléa est susceptible d'engendrer des dommages importants aux bâtiments en cas d’alternance de périodes de sécheresse et de pluie. 67,8 % de la superficie communale est en aléa moyen ou fort (67,5 % au niveau départemental et 48,5 % au niveau national). Sur les 158 bâtiments dénombrés sur la commune en 2019, 158 sont en aléa moyen ou fort, soit 100 %, à comparer aux 90 % au niveau départemental et 54 % au niveau national. Une cartographie de l'exposition du territoire national au retrait gonflement des sols argileux est disponible sur le site du BRGM,.
Par ailleurs, afin de mieux appréhender le risque d’affaissement de terrain, l'inventaire national des cavités souterraines permet de localiser celles situées sur la commune.
Concernant les mouvements de terrains, la commune a été reconnue en état de catastrophe naturelle au titre des dommages causés par la sécheresse en 2017 et par des mouvements de terrain en 1983.

#### Risque particulier
Dans plusieurs parties du territoire national, le radon, accumulé dans certains logements ou autres locaux, peut constituer une source significative d’exposition de la population aux rayonnements ionisants. Certaines communes du département sont concernées par le risque radon à un niveau plus ou moins élevé. Selon la classification de 2018, la commune de La Bastide-d'Engras est classée en zone 2, à savoir zone à potentiel radon faible mais sur lesquelles des facteurs géologiques particuliers peuvent faciliter le transfert du radon vers les bâtiments.

## Toponymie
Le mot bastide a la même origine que le verbe bâtir.
Au Moyen-Âge, une Bastide était un village construit à partir de rien dans une zone dont le pouvoir voulait développer la population et l’activité.
 La Bastide-d’Engras est une des plus anciennes bastides de France.

## Histoire

### Moyen Âge
Vers la fin du XIe ou au début du XIIe siècle, une petite chapelle dédiée à saint Jean-Baptiste est construite au hameau d’Orgerolles, à 700m à l’est de l’actuel village de La Bastide-d’Engras.
A cette même époque, qui est celle où les comtes de Toulouse règnent sur la Provence gardoise, un fort existe au sommet de la barre rocheuse sur laquelle se situe l’actuel village, et le terroir prend le nom de La Bastide, signe probable de la construction d’un nouveau village à proximité du fort.
Le territoire est inféodé en 1212 à l’évêque d’Uzès par le comte Raymond VI de Toulouse.
Le don du comte est confirmé au XIIIe siècle par Simon de Montfort, son successeur après la Croisade des Albigeois. Le petit fort devient un château entouré d’un rempart extérieur. Une garnison y est installée vers 1380 ; elle protège le site pendant la révolte des Tuchins.
La famille de Faucher de Champredon, d’une petite noblesse installée à La Bastide-d’Engras, quitte celle-ci au XVe siècle pour Bollène. Elle y donnera naissance à Louis François de Faucher de Champredon (04/02/1715-../02/1795), un des grands officiers de la Marine royale de Louis XIV qui prendra possession de la Corse en 1764.
La population s’accroît à partir du XIIIe siècle. La chapelle de Saint Jean d’Ornerolles est agrandie en ajoutant deux nouvelles travées à celle existante. Au XVIe siècle, un clocher fortifié de 21m lui est ajouté ainsi que deux chapelles latérales.
Au même XVIe siècle viennent les guerres de religion. L’évêque d’Uzès Jean de Saint-Gelais ayant abjuré le catholicisme, il est démis et excommunié en 1561. En 1565, le fief de La Bastide est transmis à son vicaire Jacques de La Fare qui y construit un nouveau château et s’y installe. Ce château est pris par les Huguenots, en partie démoli ; repris, il est reconstruit en 1596. Fortifié par Jacques de La Fare, neveu du précédent, il résiste dans les années 1620 au duc Henri II de Rohan (chef des insurgés protestants) grâce à sa forte garnison d’une centaine d’hommes.

### Époque moderne
En 1746, les La Fare vendent La Bastide à Jacques de Thomas, d'une illustre maison d’Avignon rameau de celle de La Garde, qui fait effectuer de nouveaux travaux au château en 1762 et 1770. Jacques de Thomas est héritier du terroir voisin de Saint-Laurent-la-Vernède.
En 1777, une gravure de Joseph Bernard montre que le village de La Bastide se situe entre le rempart extérieur du château et un autre mur d’enceinte au sud et à l’est du château. Sur la gravure, le village n’a pas d’église, puisque Saint-Jean d’Ornerolles fait toujours office d’église paroissiale, son prieur résidant à Pougnadoresse. La chapelle Saint-Jean d’Ornerolles n’est abandonnée qu’au moment de la Révolution de 1789.

## Politique et administration

### Liste des maires
| Période                                  | Période  | Identité             | Étiquette | Qualité                    |
| ---------------------------------------- | -------- | -------------------- | --------- | -------------------------- |
| 1995                                     | 2014     | Jean-Marie Blanchard | DVG       |                            |
| 2014                                     | En cours | Pascal Gisbert       | DVG       | Retraité Fonction publique |
| Les données manquantes sont à compléter. |          |                      |           |                            |

### Budget et fiscalité 2016

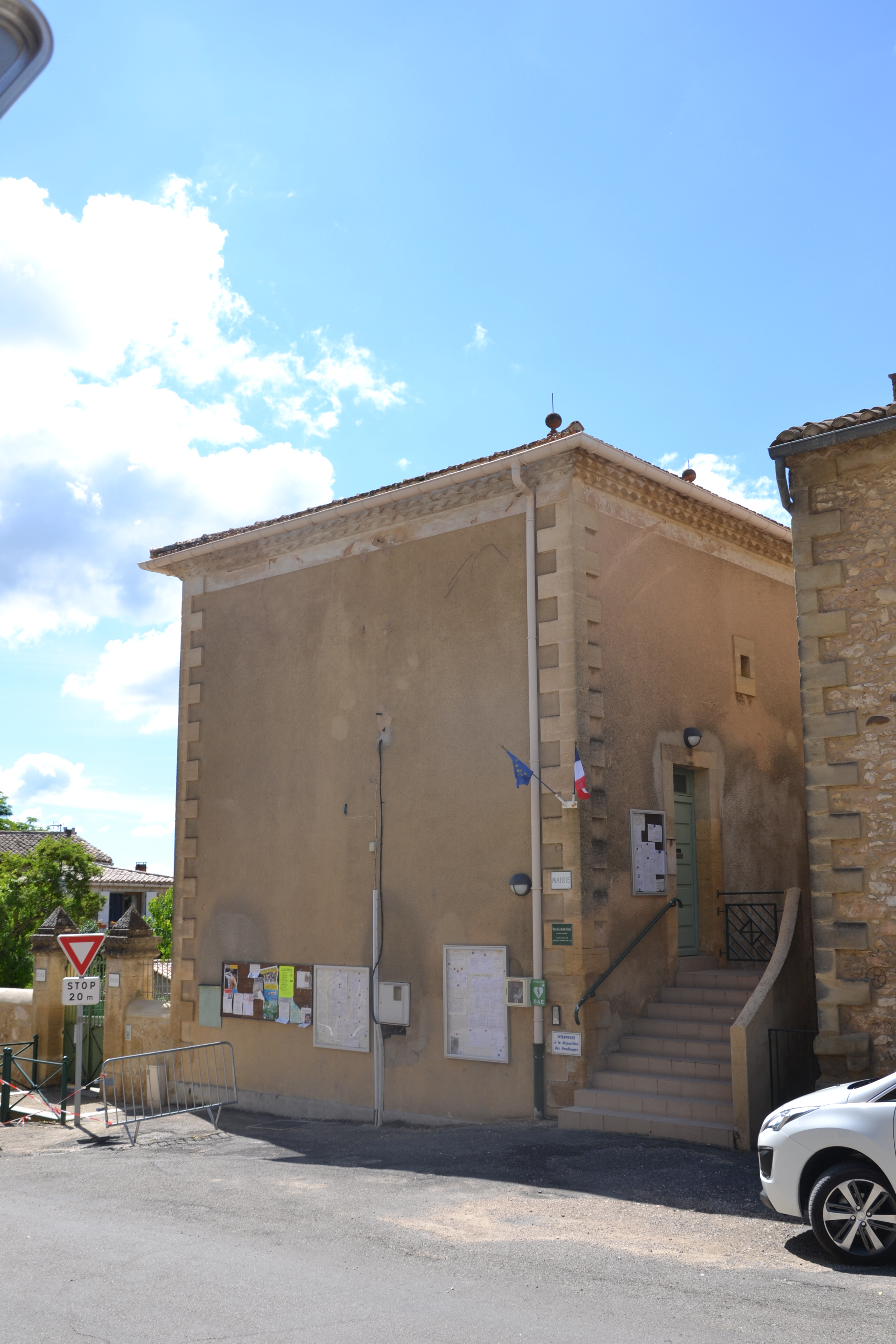
Mairie de La Bastide-d'Engras

En 2016, le budget de la commune était constitué ainsi :
- total des produits de fonctionnement : 211 000 €, soit 992 € par habitant ;
- total des charges de fonctionnement : 175 000 €, soit 821 € par habitant ;
- total des ressources d’investissement : 115 000 €, soit 541 € par habitant ;
- total des emplois d’investissement : 132 000 €, soit 619 € par habitant.
- endettement : 194 000 €, soit 910 € par habitant.

Avec les taux de fiscalité suivants :
- taxe d’habitation : 11,15 % ;
- taxe foncière sur les propriétés bâties : 15,44 % ;
- taxe foncière sur les propriétés non bâties : 45,05 % ;
- taxe additionnelle à la taxe foncière sur les propriétés non bâties : 0,00 % ;
- cotisation foncière des entreprises : 0,00 %.

Chiffres clés Revenus et pauvreté des ménages en 2014 : Médiane en 2014 du revenu disponible, par unité de consommation : 19 218 €.

## Population et société

### Démographie

#### Évolution démographique
L'évolution du nombre d'habitants est connue à travers les recensements de la population effectués dans la commune depuis 1793. Pour les communes de moins de 10 000 habitants, une enquête de recensement portant sur toute la population est réalisée tous les cinq ans, les populations de référence des années intermédiaires étant quant à elles estimées par interpolation ou extrapolation. Pour la commune, le premier recensement exhaustif entrant dans le cadre du nouveau dispositif a été réalisé en 2007.

En 2022, la commune comptait 204 habitants, en évolution de +2,51 % par rapport à 2016 (Gard : +2,97 %, France hors Mayotte : +2,11 %).
| 1793 | 1800 | 1806 | 1821 | 1831 | 1836 | 1841 | 1846 | 1851 |
| ---- | ---- | ---- | ---- | ---- | ---- | ---- | ---- | ---- |
| 400  | 328  | 369  | 376  | 423  | 422  | 428  | 451  | 392  |

| 1856 | 1861 | 1866 | 1872 | 1876 | 1881 | 1886 | 1891 | 1896 |
| ---- | ---- | ---- | ---- | ---- | ---- | ---- | ---- | ---- |
| 416  | 395  | 373  | 360  | 362  | 374  | 344  | 320  | 316  |

| 1901 | 1906 | 1911 | 1921 | 1926 | 1931 | 1936 | 1946 | 1954 |
| ---- | ---- | ---- | ---- | ---- | ---- | ---- | ---- | ---- |
| 280  | 292  | 290  | 264  | 254  | 217  | 238  | 212  | 211  |

| 1962 | 1968 | 1975 | 1982 | 1990 | 1999 | 2006 | 2007 | 2012 |
| ---- | ---- | ---- | ---- | ---- | ---- | ---- | ---- | ---- |
| 206  | 201  | 179  | 178  | 177  | 191  | 211  | 214  | 208  |

| 2017 | 2022 | - | - | - | - | - | - | - |
| ---- | ---- | - | - | - | - | - | - | - |
| 196  | 204  | - | - | - | - | - | - | - |

### Enseignement
La commune dépend de l'Académie de Montpellier.
- École élémentaire[31].
- Écoles intercommunales[32].
- Les collèges et lycées les plus proches sont à Uzès.

### Santé
Professionnels de santé le plus proches à Saint-Marcel-de-Careiret et Saint-Quentin-la-Poterie.

### Cultes
- Culte catholique Paroisse d'Uzès, Diocèse de Nîmes - Uzès - Alès[34].
- Église du monastère orthodoxe[35].

### Manifestations culturelles et festivités
Association "Loisirs et animations".

## Économie

### Revenus
En 2018  (données Insee publiées en septembre 2021), la commune compte 88 ménages fiscaux, regroupant 178 personnes. La médiane du revenu disponible par unité de consommation est de 20 460 € (20 020 € dans le département).

### Emploi
|                | 2008   | 2013  | 2018  |
| -------------- | ------ | ----- | ----- |
| Commune        | 6,5 %  | 3,9 % | 8,9 % |
| Département    | 10,6 % | 12 %  | 12 %  |
| France entière | 8,3 %  | 10 %  | 10 %  |

En 2018, la population âgée de 15 à 64 ans s'élève à 115 personnes, parmi lesquelles on compte 75,2 % d'actifs (66,3 % ayant un emploi et 8,9 % de chômeurs) et 24,8 % d'inactifs,. Depuis 2008, le taux de chômage communal (au sens du recensement) des 15-64 ans est inférieur à celui de la France et du département.
La commune est hors attraction des villes,. Elle compte 37 emplois en 2018, contre 41 en 2013 et 36 en 2008. Le nombre d'actifs ayant un emploi résidant dans la commune est de 78, soit un indicateur de concentration d'emploi de 47,7 % et un taux d'activité parmi les 15 ans ou plus de 48,8 %.
Sur ces 78 actifs de 15 ans ou plus ayant un emploi, 32 travaillent dans la commune, soit 42 % des habitants. Pour se rendre au travail, 62,5 % des habitants utilisent un véhicule personnel ou de fonction à quatre roues, 5,2 % les transports en commun, 3,9 % s'y rendent en deux-roues, à vélo ou à pied et 28,4 % n'ont pas besoin de transport (travail au domicile).

### Activités hors agriculture

#### Secteurs d'activités
16 établissements sont implantés  à la Bastide-d'Engras au 31 décembre 2019.
Le secteur du commerce de gros et de détail, des transports, de l'hébergement et de la restauration est prépondérant sur la commune puisqu'il représente 31,3 % du nombre total d'établissements de la commune (5 sur les 16 entreprises implantées à La Bastide-d'Engras), contre 30 % au niveau départemental.

#### Tourisme
- La Bastide Eden[37].
- La Vieille Grange.

### Agriculture
La commune est dans les Garrigues, une petite région agricole occupant le centre du département du Gard. En 2020, l'orientation technico-économique de l'agriculture  sur la commune est la culture de fruits ou d'autres cultures permanentes.
|               | 1988 | 2000 | 2010 | 2020 |
| ------------- | ---- | ---- | ---- | ---- |
| Exploitations | 27   | 24   | 12   | 12   |
| SAU (ha)      | 248  | 183  | 132  | 119  |

Le nombre d'exploitations agricoles en activité et ayant leur siège dans la commune est passé de 27 lors du recensement agricole de 1988  à 24 en 2000 puis à 12 en 2010 et enfin à 12 en 2020, soit une baisse de 56 % en 32 ans. Le même mouvement est observé à l'échelle du département qui a perdu pendant cette période 61 % de ses exploitations,. La surface agricole utilisée sur la commune a également diminué, passant de 248 ha en 1988 à 119 ha en 2020. Parallèlement la surface agricole utilisée moyenne par exploitation a augmenté, passant de 9 à 10 ha.

#### Produits du terroir
- Monastère de Solan : Production de vin biologique et agriculture biologique
- Duché-d'uzès (AOC) Vins et découvertes au cœur de la Vallée du Rhône[42].

## Culture locale et patrimoine

### Édifices religieux
- Église Saint-Jean le Baptiste de La Bastide-d'Engras et ses deux tableaux du XVIIe siècle, inscrits au titre des monuments historiques.
- Chapelle Saint-Jean d'Orgerolles du XVe siècle.
- Chapelle Saint-Jean de  La Bastide-d'Engras.
- Monastère de Solan[43],[44]. Ce monastère orthodoxe qui accueille uniquement des moniales est placé sous le vocable de la Protection de la Mère de Dieu[45].

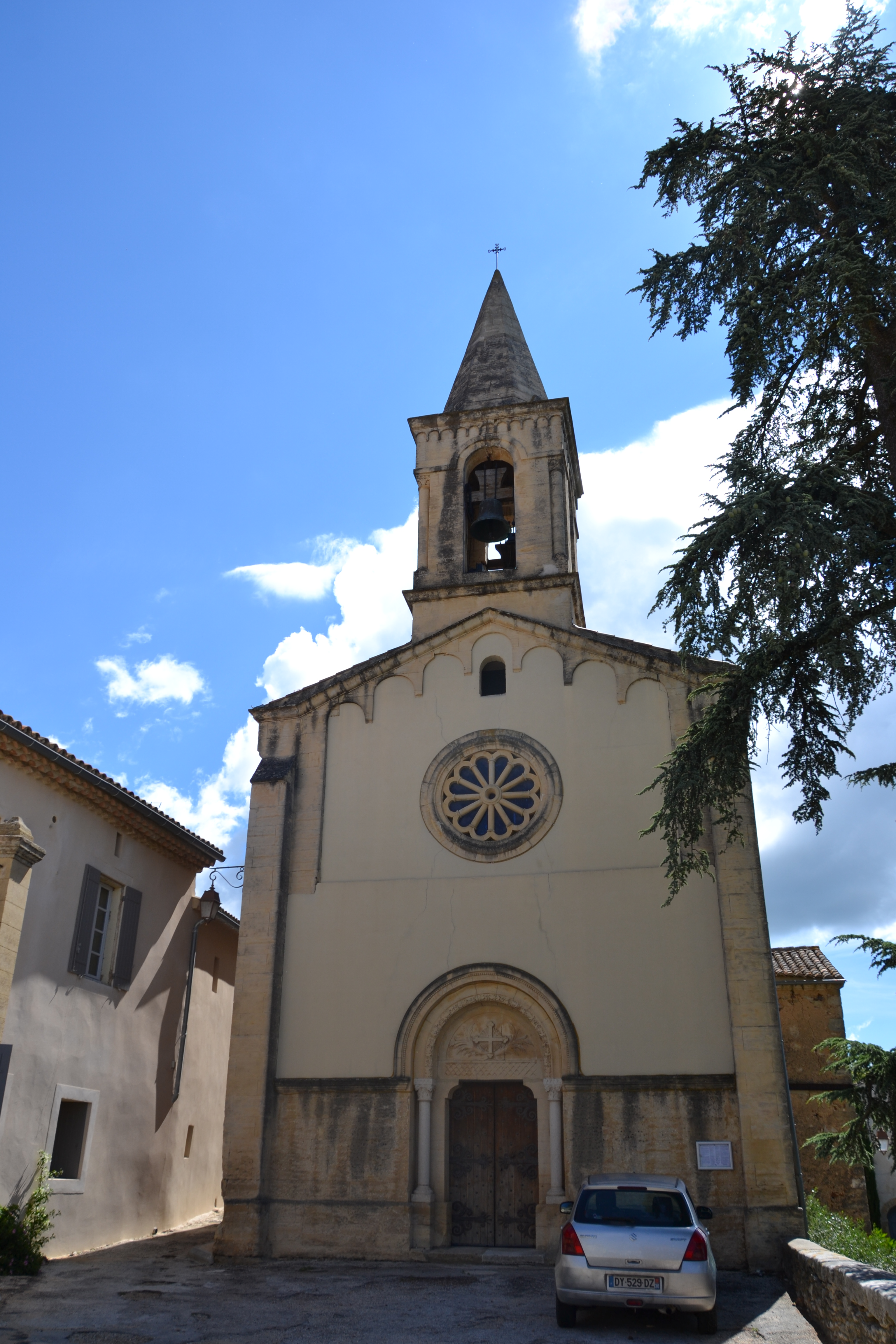
Église Saint-Jean.
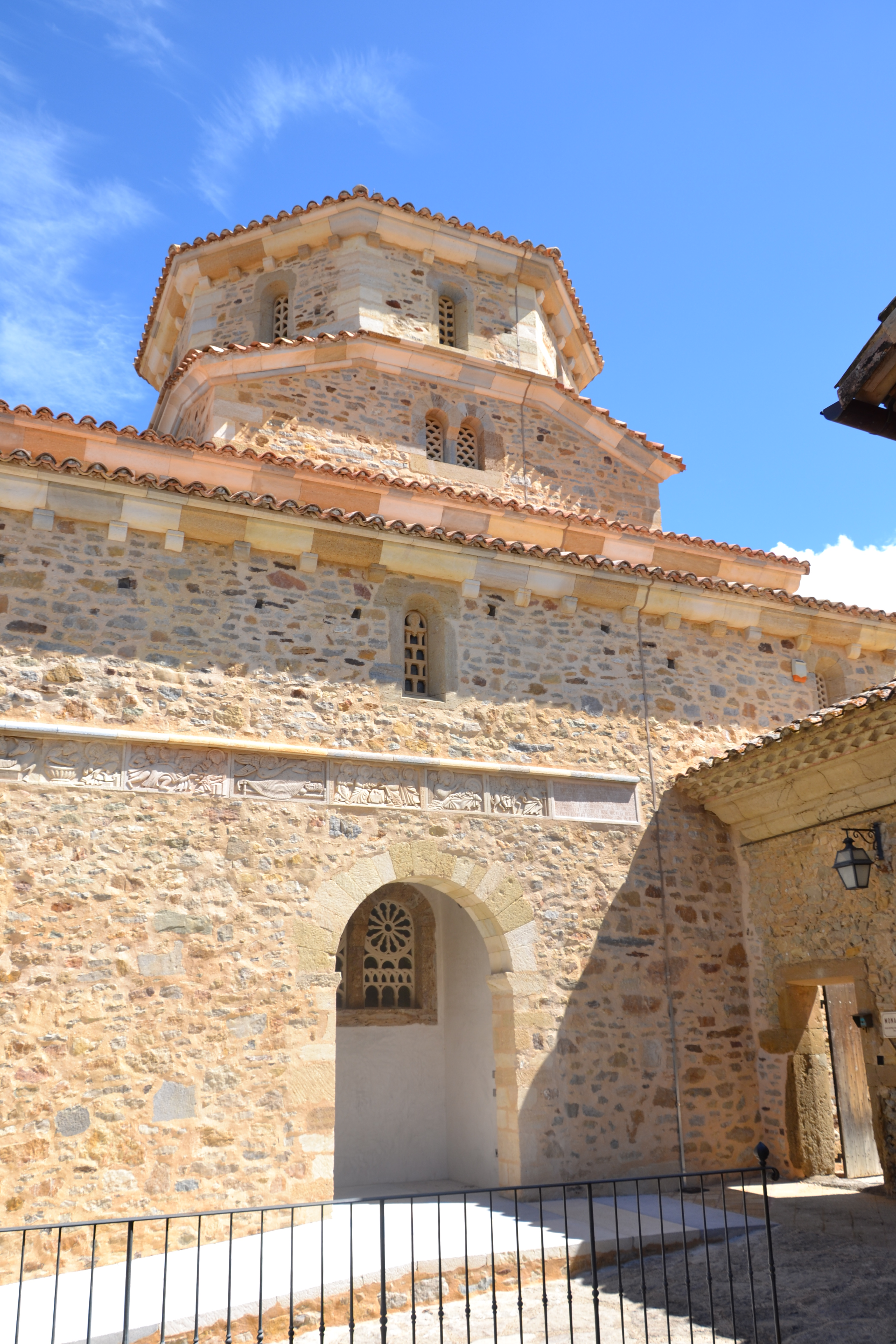
Monastère de Solan.

### Édifices civils
- Château de la Bastide d'Engras.
- Inventaire du patrimoine de la commune[46] :
  - Beffroi, Monument aux morts (plaque commémortaive)[47],
  - Horloge et son campanile en fer forgé.
  - Croix de mission (calvaire),
  - Croix de chemin,
  - Jardins potagers,
  - Mairie-école,
  - Puits et lavoir couvert[48].

### Patrimoine environnemental
- Inventaire national du patrimoine naturel de la commune
- Richesse et fragilité du patrimoine naturel au domaine de Solan

### Personnalités liées à la commune
- Louis Pétri, résistant.
- Jean de Thomas de Saint-Laurent, Amiral.
- Louis François de Faucher de Champredon, lieutenant général des armées navales.
- René de La Croix de Castries, René, Duc de Castries[49], duc de Castries[50], né le 6 août 1908 au château de la Bastide-d'Engras et mort le 17 juillet 1986, est un historien et un académicien français.

## Héraldique
| Blason de La Bastide-d'Engras | Blason  | D'hermine au pal losangé d'argent et d'azur. |
| Blason de La Bastide-d'Engras | Détails |                                              |